# Marc Lienhard
Pour les articles homonymes, voir Lienhard.
Marc Lienhard, né le 22 août 1935 à Colmar, est pasteur, théologien et historien français, professeur émérite de l'université de Strasbourg, doyen honoraire de la faculté de théologie protestante de Strasbourg.

## Formation
Marc Lienhard est issu d’une famille dont les ancêtres paternels, implantés dans la région d’Ingwiller remontent au XVIe siècle. Les ancêtres maternels, Graff, remontent au XIVe siècle. Ils ont vécu à Colmar jusqu'au XIXe siècle.
Suivant les déplacements de ses parents (son père est juriste, sa mère assistante sociale), il commence sa scolarité à Strasbourg-Neuhof (1941-1943), la poursuit à Dettwiller (1943-1945), puis au collège de Saverne (1945-1948), enfin au Gymnase Jean-Sturm à Strasbourg (1948-1953).
En 1953 il intègre l’université de Strasbourg pour des études de théologie protestante. De 1954 à 1955 il étudie à la faculté de théologie protestante de Montpellier, où il suit aussi des cours de philosophie. Après la poursuite de ses études à Strasbourg de 1955 à 1957, il passe encore une année d’études à l’université de Bâle (1957-1958) où il suit aussi des cours de philosophie et d’histoire.
En 1961, il épouse Annemarie Guerrier, née en 1939, professeur d'éducation musicale et organiste, fille de Frédéric Théobald Guerrier, pasteur, et d’Ève, née Westphal. De cette union sont nés quatre fils : Michel, ingénieur, Fritz, professeur de théologie, Pierre, directeur commercial, Thomas, maître de conférence d’histoire médiévale.

## Diplômes
- Licence et maîtrise en théologie (1959)
- Doctorat ès sciences religieuses à l’université de Strasbourg (1965)
- Doctorat d’État en théologie protestante de l’université de Strasbourg (1971)[5]

## Activités

### Le pasteur et président d’Église
De 1960 à 1961, pendant les dix derniers mois de son service national, il est aumônier militaire à Sétif (Algérie). En 1961 il est pasteur stagiaire à Bischheim. En 1963 il est ordonné pasteur dans l’Église de la Confession d’Augsbourg d’Alsace et de Lorraine. En 1963 il est pasteur de la paroisse de Bischheim, puis, de 1963 à 1968, pasteur à Uhrwiller, directeur adjoint du Centre de rencontre du Liebfrauenberg de 1968 à 1973. De 1977 à 1991 il est délégué de la Faculté de théologie au Consistoire Supérieur de l’Église de la Confession d’Augsbourg d’Alsace et de Lorraine. De 1997 à 2003 il est président du Directoire de cette Église et président du Chapitre Saint-Thomas de 1997 à 2003. Il est membre du Conseil de la Fédération protestante de France de 1997 à 2003, président de la Conférence des Églises Riveraines du Rhin de 1997 à 2003, président de l’Alliance Nationale des Églises Luthériennes de France de 2000 à 2003.

### Le théologien et l’historien
De 1968 à 1973 Marc Lienhard est professeur de recherche au Centre d’Études Œcuméniques créé à Strasbourg par la Fédération luthérienne mondiale. Dans ce cadre il participe à de nombreuses conférences internationales. Il est l’un des auteurs de la Concorde de Leuenberg qui a fondé théologiquement la communion entre Églises luthériennes et réformées d’Europe.
En 1971-1972 il enseigna à la Faculté de théologie protestante de Paris. En été 1972 il reçoit un appel de la Faculté de théologie de Heidelberg pour y enseigner la dogmatique. Mais il préfère, en 1973, prendre la succession de François Wendel et enseigner l’histoire du christianisme à la Faculté de théologie protestante de l’Université de Strasbourg, jusqu’en 1997. Il y enseigne jusqu'en 1997 l’histoire du christianisme moderne et contemporain. Il a enseigné aussi, en tant que professeur invité, aux Universités de Neuchâtel et de Berlin, à l’Institut catholique de Paris et aux Facultés de Théologie Protestante de Paris, d’Aix-en-Provence, de Fianarantsoa (Madagascar) et de Yaoundé (Cameroun). Direction de nombreuses thèses. Ses conférences et publications ont porté avant tout sur Luther, la Réformation à Strasbourg, les anabaptistes et autres dissidents dans l’Europe du XVIe siècle, sur l’histoire du protestantisme, en particulier en Alsace, sur l’identité alsacienne et sur des sujets œcuméniques et européens.
Il est codirecteur de l’édition des Œuvres de Luther dans la collection de La Pléiade, membre correspondant des Académies de Mayence (depuis 1989) et de Montpellier (depuis 1998), membre de l’Académie Rhénane, membre du comité de la Société de l’Histoire du Protestantisme Français (depuis 1987), membre des comités de rédaction de la Revue d'histoire et de philosophie religieuses et de Positions luthériennes, membre du comité d’édition des Œuvres de Martin Bucer publiées par l’Académie de Heidelberg, depuis 1981.

## Hommages
- À l’occasion de son 65e anniversaire : volume d’hommage, Positions Luthériennes 48 (2000), no 3
- À l’occasion du 70e anniversaire : volume d’hommage de la RHPR 85 (2005) : La Réformation. Un temps, des hommes, un message
- En 2000, l’Université de Neuchâtel lui a décerné le titre de docteur honoris causa[14], et celle de Genève en 2017[15].

Marc Lienhard a reçu en outre de nombreux prix pour son œuvre. Il est en particulier lauréat de la Fondation Goethe (Oberrheinischer Kulturpreis, 1991) et de l'Académie d'Alsace (Prix Maurice Betz, 2000). Il reçoit en 2011 le prix Marcel Flach de l'Académie des sciences morales et politiques, qui récompense un travail original consacré à l'histoire de l'Alsace. Il a reçu le grand prix d'honneur des Amis du vieux Strasbourg. Avec Mgr Joseph Doré, il a reçu en 2009 le prix Marcel Stourm de l’Association France-Israël.

## Décorations

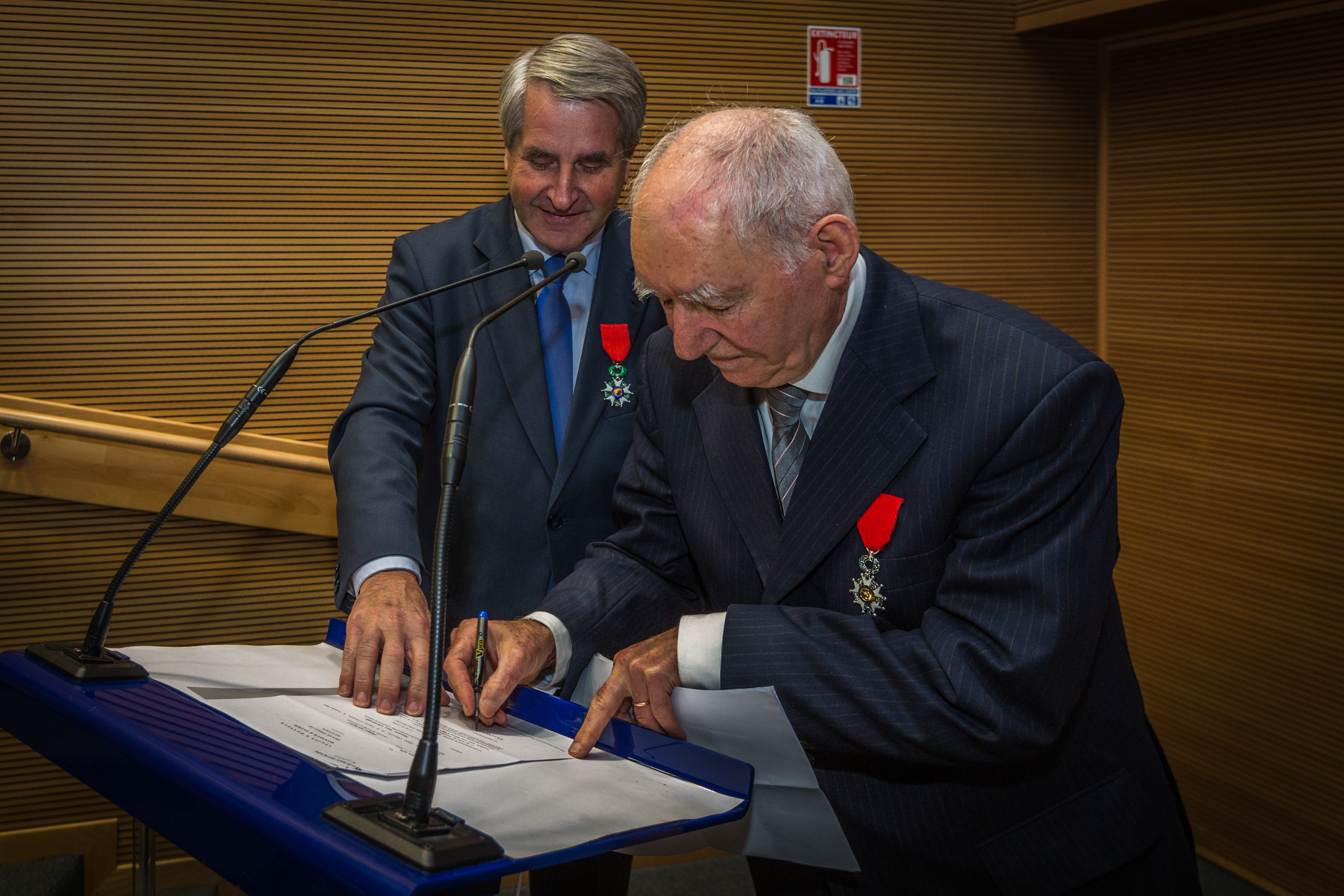
Philippe Richert et Marc Lienhard le 16 novembre 2013.

- 1961 :  Croix de la Valeur militaire
- 2004 :  Chevalier de l'ordre national du Mérite [18]
- 2013 :  Chevalier de la Légion d'honneur [19].

## Publications

### Ouvrages
- (de) Lutherisch-reformierte Kirchengemeinschaft heute. Der Leuenberger Konkordien-Entwurf im Kontext der bisherigen lutherisch-reformierten Dialoge, Frankfurt, Lembeck, 1972, 2e éd. 1973, 140 p.
- Luther, témoin de Jésus-Christ. Les étapes et les thèmes de la christologie du Réformateur, Paris, Cerf, 1973, 472 p. ; trad. allemande: Martin Luthers Christologisches Zeugnis : Entwicklung und Grundlinien seiner Christologie, Berlin-Göttingen, 1980 ; trad. anglaise : Luther : Witness to Jesus Christ. Stages and Themes of the Reformers Christology, Minneapolis, 1982.
- Foi et vie des protestants d'Alsace, Présence protestante en Alsace, I, Strasbourg-Wettolsheim, 1981, 174 p.
- Martin Luther. Un temps, une vie, un message, Paris-Genève, Centurion- Labor et Fides 1re et 2e éd. 1983, 4e éd. 1998, Labor et Fides, 477 p. ; trad. portugaise: Martin Lutero, Tempo, Vida e Mensagem, Sao Leopoldo, 1998.
- (de) Magistrat und Reformation in Straßburg, Karlsruhe, 1984, 42 p.
- (de) Zwischen Gott und König. Situation und Verhalten der französischen Protestanten nach der Aufhebung des Edikts von Nantes, Heidelberg, 1986, 58 p.
- L'Évangile et l'Église chez Luther, Paris, Cerf, 1989, 287 p.
- Un temps, une ville, une Réforme. La Réformation à Strasbourg, Studien zur Reformation in Straßburg, Aldershot, 1990, 320 p.
- (de) Religiöse Toleranz in Straßburg im 16. Jahrhundert, Mainz-Stuttgart, 1991, 43 p.
- Au cœur de la foi de Luther : Jésus-Christ, Paris, Desclée, 1991, 355 p.
- La Foi Vécue. Études d'histoire de la spiritualité, Travaux de la Faculté de Théologie Protestante de Strasbourg 7, Strasbourg, 1997, 248 p.
- Martin Luther. La passion de Dieu, Paris, Bayard, 1999, 332 p. ; trad.italienne : Martin Lutero. La passione di Dio, Rome, 2001.
- Dieu rit en Alsace. Histoires et anecdotes de l’Alsace profonde. Postface de Mgr Doré, Schiltigheim, Midgard, 2004, 95 p.
- Identité confessionnelle et quête de l’unité. Catholiques et protestants face à l’exigence  œcuménique, Lyon, Olivétan, 2007, 294 p.
- Frédéric Horning (1809-1882). Au cœur du Réveil luthérien dans l’Alsace du XIXe siècle, Neuwiller-lès-Saverne, Éditions Luthériennes, 2009, 156 p.
- Creuser le Sillon. Un théologien alsacien en son temps, Strasbourg, Midgard, 2007, 181 p.
- (de) Identität im Wandel : Die Elsässer, Mainz-Stuttgart, 2010, 37 p.
- Histoire et aléas de l’identité alsacienne, Strasbourg, La Nuée Bleue, 2011, 242 p. ; trad. allemande : Spannungsfelder einer Identität : die Elsässer, Stuttgart, Steiner,  2013, 196 p.
- Le jour vient. Prédications et méditations, Lyon, éditions Olivétan, 2011, 304 p. Traduction japonaise aux éditions Mimako Tokito, Tokyo, 2015.
- Luther, ses sources, sa pensée, sa place dans l'histoire, Genève, Labor et Fides, 2016, 678 p.  (ISBN 978-2830916058)
- Martin Luther, 1483-1546, coll. les grandes figures de la spiritualité chrétienne, Paris, Les Presses de la Renaissance. 2016, 138 p.
- Rire avec Dieu. L’humour chez les chrétiens, les juifs et les musulmans, Genève, Labor et Fides, 2019, 310 p.  (ISBN 978-2830916881)
- Les religions abrahamiques, Lyon, Éditions Olivétan, 2022, 480 p. (ISBN 9782354796013),
- Martin Bucer, hier et aujourd’hui,  Travaux de la Faculté de théologie protestante de Strasbourg 21, 2023, 180 p.

### Ouvrages en collaboration
- (de) Gemeinschaft der reformatorischen Kirchen, Auf dem Weg II, Zurich, 1971, 176 p. (en coll. avec  Hans-Georg Geyer (de)).
- Bibliotheca Dissidentium. Répertoire des non-conformismes religieux des seizième et dix-septième siècles, I, Baden-Baden, 1980, 127 p. (en coll. avec Philippe Denis et André Séguenny).
- (de) Straßburg und die Reformation, Kehl, Morstadt, 1981, 327 p. (en coll. avec  Jakob Willer).
- Histoire de Strasbourg, II, s. l. d. de Georges Livet et Francis Rapp, Strasbourg, 1982, 661 p.
- Luther et la France, catalogue d'exposition, Strasbourg, 1983, 55 p. (en coll. avec Rodolphe Peter).
- Les protestants d'Alsace : du vécu au visible, Wettolsheim-Strasbourg, 1985, 174 p. (en coll. avec Gustave Koch).
- Histoire des saints et de la sainteté chrétienne, VIII : Les saintetés chrétiennes 1546-1714, Paris, 1987, 303 p., s. l. d. de Jean Delumeau.
- Catholiques, juifs et protestants en Alsace, Mulhouse, 1992, 238 p. (en coll. avec René Epp et Freddy Raphaël).
- Histoire du christianisme, VIII : Le temps des confessions (1530-1620/1630), Paris, Desclée, 1992, 1236 p., s. l. d. de Marc Venard ; trad. allemande: Die Zeit der Konfessionen (1530-1620-1630), Fribourg en Br., 1992.
- Histoire du christianisme, VII : De la Réforme à la Réformation (1450-1530), Paris, 1994 ; trad. allemande, Fribourg en Br., 1995 ; trad. italienne, Rome, 2000.
- Deux Chrétiens de France à Jérusalem (en coll. avec Joseph Doré), Éditions des Pays Rhénans, 2010, 95 p.
- Le Gymnase , 475 ans de pédagogie (1538-2014) (en coll. avec Claude Keiflin), Éditions du Signe, Strasbourg, 2014
- Matthieu Arnold et Marc Lienhard (photogr. Claude Truong-Ngoc), Lieux de la Réforme : Strasbourg, Leipzig, Evangelische Verlagasanstalt, coll. « Orte der Reformation », 2016, 84 p. (ISBN 978-3-374-04418-4)
- Luther, les juifs et nous, avec Christian Albecker, René Gutman et Philippe Richert, Strasbourg, Vademecum, 2017, 58 p.
- 500 ans après la Réforme. Les nouveaux visages du Protestantisme, Photographies de Albert Huber, Strasbourg, Éditions du Signe, 2017, 142 p.
- [avec Matthieu Arnold et Volker Leppin, éd.], Luther à Worms 1521-2021. Les événements et leur réception, Strasbourg, Association Presses universitaires de Strasbourg, 2023, 273 p.

### Édition de textes et de documents
- Martini Buceri Opera latina, I, Leiden, Brill, 1982, 296 p. (en coll. avec Cornelis Augustijn et Pierre Frænkel).
- Collaboration à L'Alsace au siècle de la Réforme (1482-1621), Textes et documents, Nancy, 1985, 405 p., s. l. d. de Jean Lebeau et Jean-Marie Valentin.
- (de) Quellen zur Geschichte der Täufer Elsass III. Teil, Stadt Straßburg 1536-1542, Gütersloh, 553 p. (en coll. avec  Stephen F. Nelson et Hans G. Rott).
- (de) Quellen zur Geschichte der Täufer IV. Teil, Stadt Straßburg 1543-1552, 1988, 621 p. (en coll. avec les mêmes).
- Philipp Jacob Spener, Pia Desideria, trad. française, Paris, Arfuyen, 1990, 121 p. 2e édition, 2017. (En coll. avec Annemarie Lienhard).
- La foi des Églises luthériennes. Confessions et catéchismes, Paris-Genève, Cerf-Labor et Fides 1991, 605 p., (en coll. avec André Birmelé), 4e édition, 2017.
- Luther. Œuvres I, Paris, La Pléiade, Gallimard, 1999 (en coll. avec Matthieu Arnold), 1559 p.
- La Théologie. Une anthologie. Renaissance et Réformes (en coll. avec Nicole Lemaitre), Paris, Cerf, 2010, 573 p.
- Martin Luther, Traités polémiques. Contre Latomus. Contre Jean le Pitre (en coll. avec Matthieu Arnold, Annemarie Lienhard, Jean-Marc Tétaz). Genève, Labor et Fides. 2015, 280 p.
- Ainsi parlait Martin Luther. Dits et maximes de vie, traductions Annemarie Lienhard. Coll. « Ainsi parlait » n° 10, Éditions Arfuyen, 2017, 168 p.  (ISBN 9782845902503)
- Luther. Œuvres II, Paris, La Pléiade, Gallimard, 2017 (en coll. avec Matthieu Arnold), 1164 p.

### Direction d'ouvrages
- La mort au cœur de la vie, Colmar, Strasbourg, 1976 (en coll. avec André Brien), 102 p.
- (de) Zeugnis und Dienst reformatorischer Kirchen im Europa der Gegenwart, Ökumenische Perspektiven 8, Francfort, Lembeck 1977, 167 p.
- (en) The Origins and Characteristics of Anabaptism. Les débuts et les caractéristiques de l’anabaptisme, Archives Internationales d’Histoire des Idées 87, La Haye, 1977, 245 p.
- Horizons européens de la Réforme en Alsace. Mélanges Jean Rott, Société Savante d’Alsace et des régions de l’Est, Grandes Publications 17, Strasbourg, 1980 (direction avec M. de Kroon), 384 p.
- Croyants et sceptiques au XVIe siècle. Le dossier des épicuriens. Société Savante d’Alsace et des régions de l’Est, Recherches et Documents 30, Strasbourg, 1981, 172 p.
- Les dissidents du XVIe siècle entre l’humanisme et le catholicisme, Baden-Baden, Koerner, 1983, 311 p.
- (en) Martin Bucer and Sixteenth Century Europe. Actes du colloque de Strasbourg, 28-31 août 1991, Leiden, Brill (Studies in Medieval and Reformation Thought 52-53), 1993, 2 vol., (en coll. avec Christian Krieger), 781 p.
- (de) Kirchengeschichte am Oberrhein - ökumenisch und grenzüberschreitend (en coll. avec Klaus Blümlein, Marc Feix, Barbara Hentze), Ubstadt etc. Verlag Regional-kultur, 2013, 648 p. Traduction française : Franchir les frontières. Histoire des Églises dans l'espace du Rhin supérieur, Strasbourg, Éditions du Signe, 2015, 624 p.

Marc Lienhard a publié en outre de nombreux articles.

### Autobiographies
- Creuser le sillon : un théologien alsacien en son temps, Schiltigheim, Midgard, 2007, 181 p.
- « Comment je suis devenu historien de la Réforme », Positions Luthériennes, no 68 (avril-juin 2020), p. 103-115.
- « Cette Alsace que j’aime », in Histoire et aléas de l’identité alsacienne, Strasbourg, La Nuée Bleue, 2011, p. 7-14.